# Whoosh (шеринг)
Whoosh (юридические лица в России — ООО «ВУШ» и материнская компания ПАО «ВУШ Холдинг», резидент «Сколково») — российский сервис кикшеринга и велошеринга, один из крупнейших в стране, наряду с МТС Юрент и Яндекс Go. По разным оценкам, доля Whoosh на российском рынке кикшеринга составляет 45-50%. Помимо России, сервис также работает в Беларуси, Казахстане, Бразилии, Чили и Перу.

## История
Компания была основана в 2018 году бывшими топ-менеджерами S7 Дмитрием Чуйко, Егором Баяндиным, Олегом Журавлёвым и Сергеем Лаврентьевым. Первые электросамокаты Whoosh появились на улицах Москвы в апреле 2019 года.
В 2020 году Whoosh работал уже в 12 городах. В этом году компания запустила франшизу, но к концу года выкупила у франчайзи все самокаты. Также Whoosh стал резидентом «Сколково».
В 2021 году Whoosh:
- привлёк 1,9 млрд рублей инвестиций от структур группы ВТБ и банка «Открытие». В результате сделки ВТБ получил 13,7% акций сервиса[7];
- впервые запустил прокат электровелосипедов в тестовом режиме[8];
- начал работу в Португалии и в нескольких других странах Европейского союза, но в 2022 году продал европейский бизнес эстонскому сервису кикшеринга Prime[9].

В декабре 2022 года Whoosh провёл IPO, объём привлечённых средств составил 2,1 млрд рублей. Whoosh стал единственной российской компанией, которая вышла на IPO в 2022 году.
В апреле 2023 года сервис запустил аренду электровелосипедов. Выбранная модель велосипеда, Ninebot B100, отличается от первоначальной: размер электровелосипеда меньше, сам байк легче, автоматический замок (у предыдущей модели — трос). Также Whoosh и компания Neiry успешно протестировали самокат, управляемый силой мысли (точнее — волновой активностью головного мозга).
В 2024 году Whoosh:
- представил новую версию электросамоката Ninebot Max Plus с усиленными нагрузочными узлами, новой прошивкой и обновлённым дизайном[17];
- представил систему «Антитандем» (для запрета поездки двух и более людей на одном самокате)[18];
- представил технологию тестирования пользователей на трезвость[19];
- внедрил функцию запуска самокатов с помощью карты «Тройка»[20];
- запустил систему проверки на реакцию. Если от неё отказаться (или провалить), то предельная скорость самоката или велосипеда Whoosh будет дополнительно ограничена до 15 км/ч[21];
- разрешил аренду с 16 лет[22]. При этом, у подростков максимальная скорость будет ограничена на 25%, примерно до 18,75 км/ч[23]. Для проверки возраста планируется использовать функцию ID банка. Изменение оферты связано с планами по изменению законодательства для СИМ[24]: согласно действующему законодательству, пользоваться СИМ можно с 14 лет, хотя оферта сервиса допускает только регистрацию совершеннолетних[25]. Возраст планируется поднять до 16 лет[22].

В 2025 году сервис:
- Ввёл рейтинговую систему[26][27];
- Запустил функцию аренды с помощью SMS-сообщений (функция пока доступна не на всех самокатах, и только в части городов работы сервиса)[28];
- Сообщил о ребрендинге — представил новую окраску (серебристую, с оранжевыми элементами)[29][неавторитетный источник];
- Обновил IoT-модуль — на самокатах, оснащённых обновлённым модулем, будут доступны голосовые подсказки[30].

## Принцип работы
Аренда электросамокатов и электровелосипедов доступна в приложении или с помощью SMS. Аренда доступна для совершеннолетних (в некоторых городах присутствия сервиса — с 16 лет).
Для регистрации в приложении необходимо указать свои телефон и электронную почту, затем привязать банковскую карту (без неё арендовать транспорт не получится).
Арендовать можно только самокаты с зелёной подсветкой. Для аренды необходимо отсканировать QR-код на руле электросамоката или раме велосипеда, или ввести номер вручную. Для завершения аренды его необходимо припарковать в зоне парковки в приложении. Если есть физическая разметка зоны парковки, то нужно оставить самокат в её пределах.
Перед арендой по желанию можно оплатить расширенную страховку или использовать базовую. Страховку предоставляет АО «АльфаСтрахование».
В 2025 году Whoosh повысил штраф за управление электросамокатом лицом младше 16 лет до 30 тысяч рублей. Новая сумма штрафа будет актуальна для всех городов России, кроме Москвы — там штраф за ребенка за рулем составляет 100 тыс. рублей. Кроме штрафа, в случае нарушения возрастного правила аккаунт блокируется — совершить поездку не получится даже после оплаты штрафа.

## Собственники и руководство
Основными акционерами (69%) ПАО «ВУШ Холдинг» являются сооснователи Дмитрий Чуйко, Егор Баяндин, Олег Журавлёв и Сергей Лаврентьев. 13,1% акций принадлежит ЗПИКФ «ВТБ Капитал пре-АйПиО Фонд». Генеральный директор и основной акционер (около 40%) — Дмитрий Чуйко. Совет директоров состоит из 9 человек.

## Показатели деятельности
По состоянию на 2023 год Whoosh присутствует в 55 городах, число пользовательских аккаунтов составляет 20,4 млн. За 2023 год совершено более 103 млн поездок. Общее количество СИМ — 150 тысяч штук. В первом полугодии 2024 года число городов присутствия выросло до 60, количество СИМ выросло до 200 тысяч штук, число зарегистрированных пользователей достигло 24 млн человек. Аудитором с 2022 года является АО «Кэпт» (ранее — подразделение KPMG в России, покинула группу 8 июня 2022 года).
Ключевые финансовые показатели за 12 месяцев 2024 года:
- выручка кикшеринга — 14,3 млрд ₽, рост на 33% по сравнению с аналогичным периодом предыдущего года;

- EBITDA кикшеринга — 6,1 млрд ₽, рост на 35,9% год к году;

- рентабельность по EBITDA кикшеринга составила 42,3% против 41,5% за аналогичный период предыдущего года;

- чистая прибыль — 1 986 млн ₽ за отчетный период;

- чистый долг на 31.12.2024 года составил 10,3 млрд ₽, соотношение чистого долга и показателя EBITDA за последние 12 месяцев — 1,7х.

Акции компании после публикации отчёта выросли на 4,86%.

### Рейтинговые оценки
Рейтинговое агентство АКРА в 2022 году присвоило ООО «ВУШ» рейтинговую оценку A-(RU) со стабильным прогнозом. Рейтинг ежегодно подтверждается (2023-2025).

## Парк
Парк электросамокатов включает самокаты Ninebot Max Plus и Ninebot SL. Парк велосипедов включает велосипеды от Ninebot, преимущественно B100H.
- Новые электросамокаты Ninebot SL в день открытия сезона шеринга в Москве
- Электросамокаты с шлемами, 2023
- Электровелосипеды Ninebot B100H с корзиной, 2024
- Электросамокат в Нуньоа, Сантьяго, Чили, 2023

## Инциденты
В ноябре 2022 года произошла утечка данных пользователей Whoosh.
В Новосибирске изъятие в 2022 году полицией самокатов компании по причине отсутствия у пользователей сервиса прав на управление было признано незаконным.
В мае 2024 года полицией Санкт-Петербурга было изъято 5500 самокатов сервиса.